# Шайхетдинов, Вакиль Гилемович
Вакиль Гилемович Шайхетдинов (баш. Вәкил Ғилем улы Шәйхетдинов; род. 4 мая 1951, Копей-Кубово, Буздякский район, Башкирская АССР, РСФСР, СССР) — башкирский художник, заслуженный художник Республики Башкортостан (1999), заслуженный деятель искусств Республики Татарстан (2010).

## Биография
Шайхетдинов Вакиль Гилемович родился 4 мая 1951 года в селе Копей-Кубово Буздякского района БАССР, в крестьянской семье. Отец — Гайнельгыйлем Нургалиевич, сын зажиточного крестьянина этого села. Мать — дочь Муллакамала хаджи, муллы деревни Б. Устюба Буздякского района. Муллакамал в советский период как богатый человек и религиозный деятель был репрессирован на 20 лет.
В школе Вакиль был хорошистом, отличался тягой к спорту и рисованию. Закончив десятилетку в своем селе, поступил учиться в художественное отделение Уфимского училища искусств. В 1972 году создаёт семью со Светланой Урманцевой. В 1973 году рождается сын — Руслан.
В 1975 году поступает в художественное отделение театрального факультета Уфимского государственного института искусств. Учился у преподавателей Нурмухаметова Рашита Бареевича и Батищева Владимира Яковлевича. В дальнейшем преподаватели стали ему надёжными друзьями. В 1980 году, после окончания учёбы в институте поступает на работу руководителем в бюро эстетики, которое организовал сам, во ВНИИ (Всесоюзный научно-исследовательский институт) геофизических исследовании скважин (г. Октябрьский). В 1981 году рождается дочь Лейла, в 1987 году сын Эльдар.
С 1983 года по 1991 год работает в живописном цехе художественного фонда России. В 1991 году принят в члены Союза художников СССР, России, РБ.
В 1972 году впервые участвует на выставке профессиональных художников Башкирии.
В дальнейшем участвовал на республиканских, зональных, российских, всесоюзных и международных выставках. На счету более 20 персональных выставок в городах Башкортостана и России. В 1996 году совершает хадж (паломничество) в Мекку. На основе собранных материалов на Святых местах Королевства Саудовской Аравии, рождается серия картин по истории трех религий (иудаизм, христианство и ислам), которые имеют одни корни. Серия получает название «Икърар» — слово о религии. Данная серия экспонируется в Уфе в 1997 году, в Казани в 1997—1998 годах, в Московском ЦДХ в 1998 году. Выставка получает много положительных отзывов от зрителей разных конфессий и национальностей.
После открытия персональной выставки в Уфе, Вакиль встретился с академиком Российской академии художеств Ахматом Фаткулловичем Лутфуллиным у него в мастерской. На вопрос Ахмата Фаткулловича, больше ли стало у Вакиля друзей, сам Вакиль ответил, что самые близкие друзья резко отстранились, тогда Ахмат Фаткуллович добавил: «Значит ты на правильном пути».
В 2001 году на открытие персональной выставки в Уфе Борис Федорович Домашников назвал Вакиля сегодняшним Врубелем, больше — Чюрлёнисом.
Когда выставка серии «Икърар» экспонировалась в Москве, академики Российской Академии Художеств герой соц. труда Таир Салахов, Эдуард Дробицкий и Игорь Обросов высоко оценили работы Вакиля.

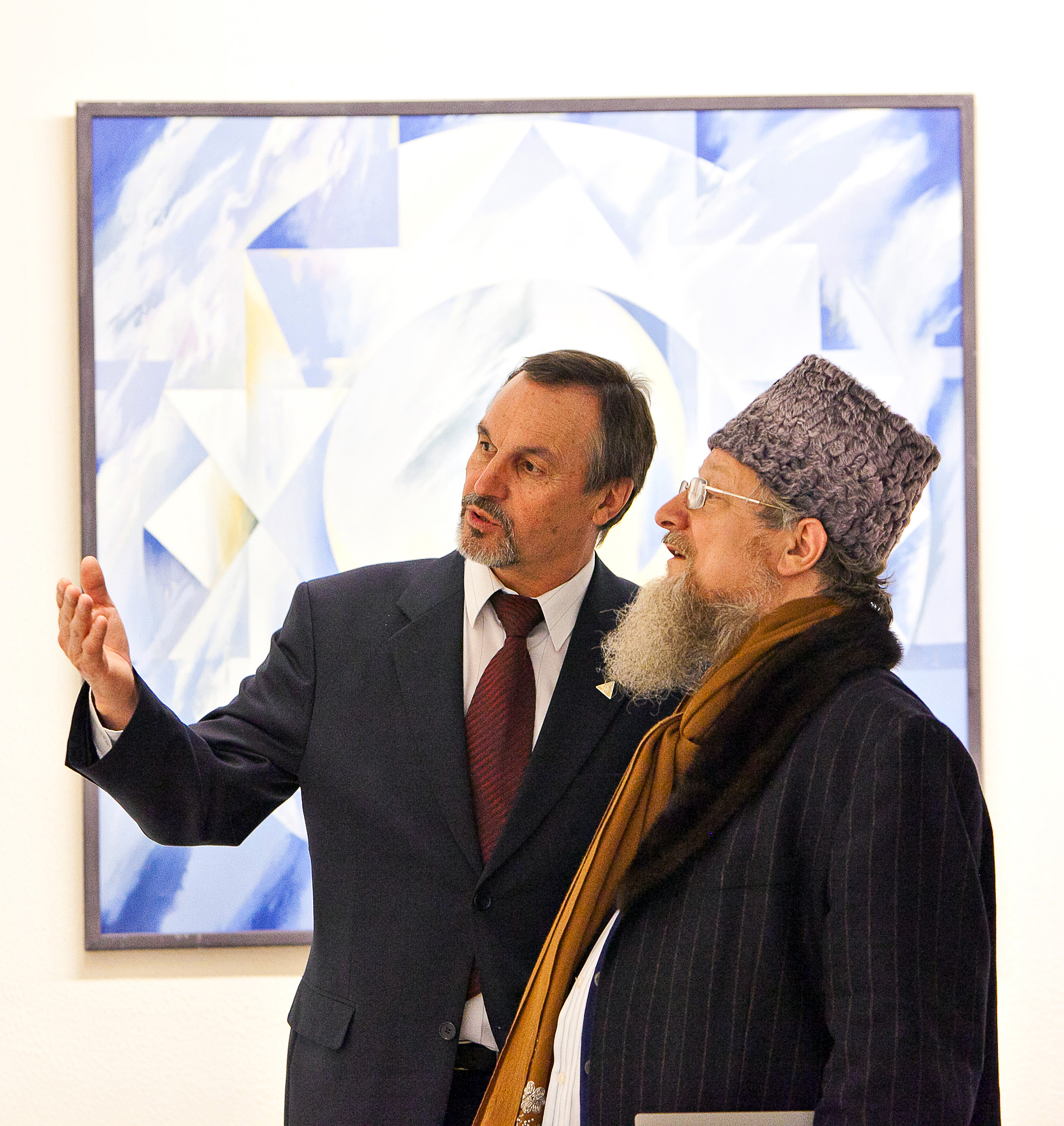
Шайхетдинов Вакиль и Талгат Таджуддин на открытии выставки 2011 год

Суть проекта заключается в следующем. Художники — представители трех религий, посещая святые места, создают свои произведения по истории религии, и выставка этих произведений экспонируются по городам как передвижная. Верховный Муфтий ЦДУМ Талгат Таджутдин и главный Раввин Арб Белар Лазар дали проекту свои благословения. В связи отсутствием финансирования проект не получил пока полного развития. Но работа по созданию произведения по истории религий продолжается.
В 2001 году участвовал в международной лаборатории «ТЮРКСОЙ». На основе собранных материалов в Турции начал создавать серию, посвященную турецкой земле, где множество исторических архитектурных памятников.

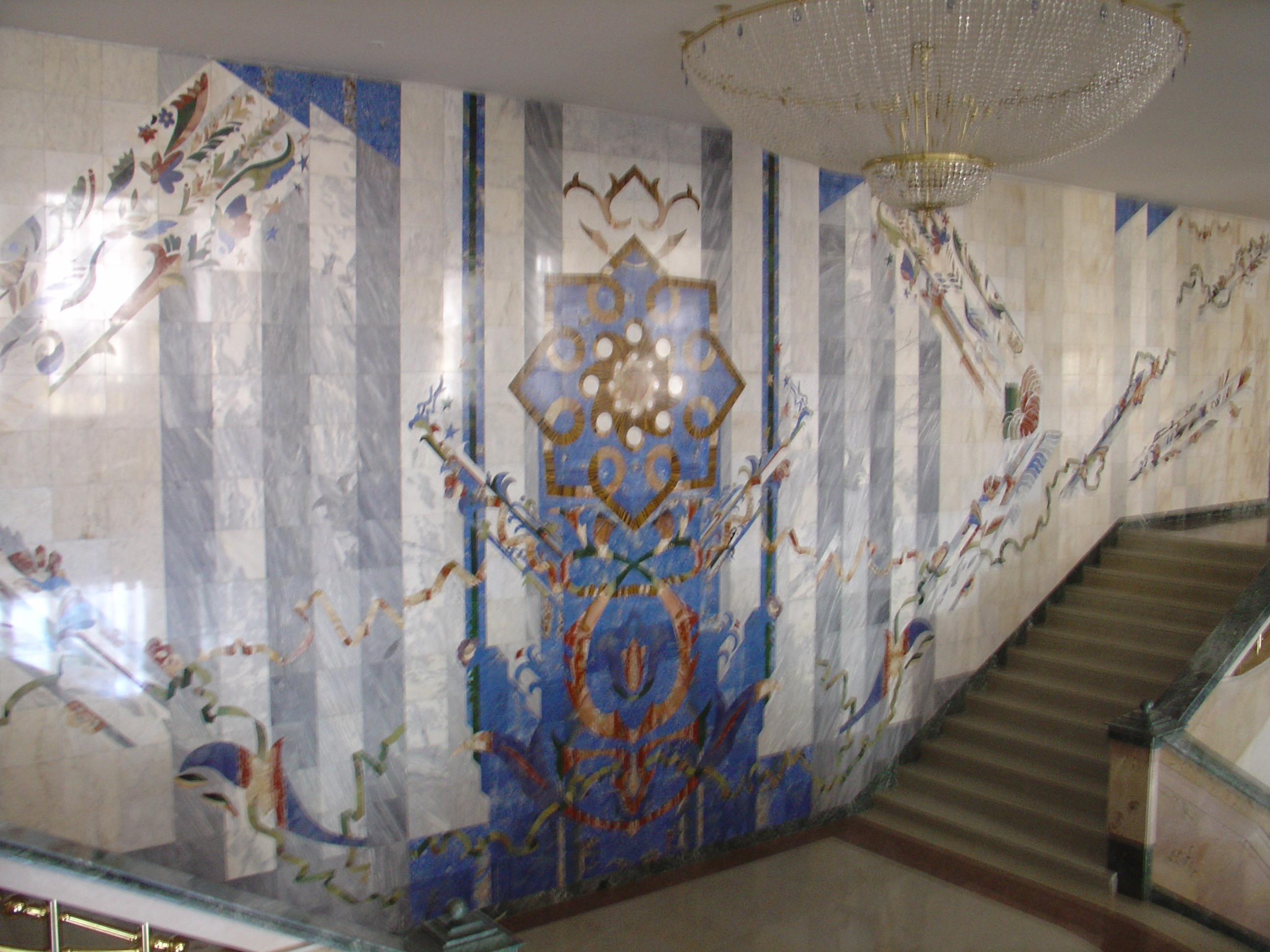
Флорентийская мозаика в фойе татарского театра «Нур»

Часть произведений посвящены эпосу «Урал-батыр», истории и природе Башкортостана.
Все работы написаны в технике холст, масло. Манеру письма сам Вакиль называет современным реализмом. Так как его картины в основном отображают беспредметный мир, они рассчитаны больше на чувственное восприятие.
Художник любит путешествовать. Итогом этого являются большое количество натурных акварелей и карандашных рисунков.
Успешно работает в области монументально — декоративного искусства. Одним из основных в этом плане можно назвать флорентийскую мозаику в фойе татарского театра «Нур», размером более 90 квадратных метров.
В 2010 году заслуженный художник Республики Башкортостан Вакиль Шайхетдинов был удостоен звания заслуженного деятеля искусств Республики Татарстан. Так высоко был оценён его творческий вклад, составной частью которого являются не только портреты общественных, культурных деятелей соседней республики, но и монументальное панно «Тюркский мир», исполненное им совместно с Р.Миннебаевым для Национального культурного центра «Казань».

## Награды
- Заслуженный художник Республики Башкортостан.Президент Республики Татарстан Рустам Минниханов и Вакиль Шайхетдинов на присвоении звания Заслуженного деятеля искусств Республики Татарстан.

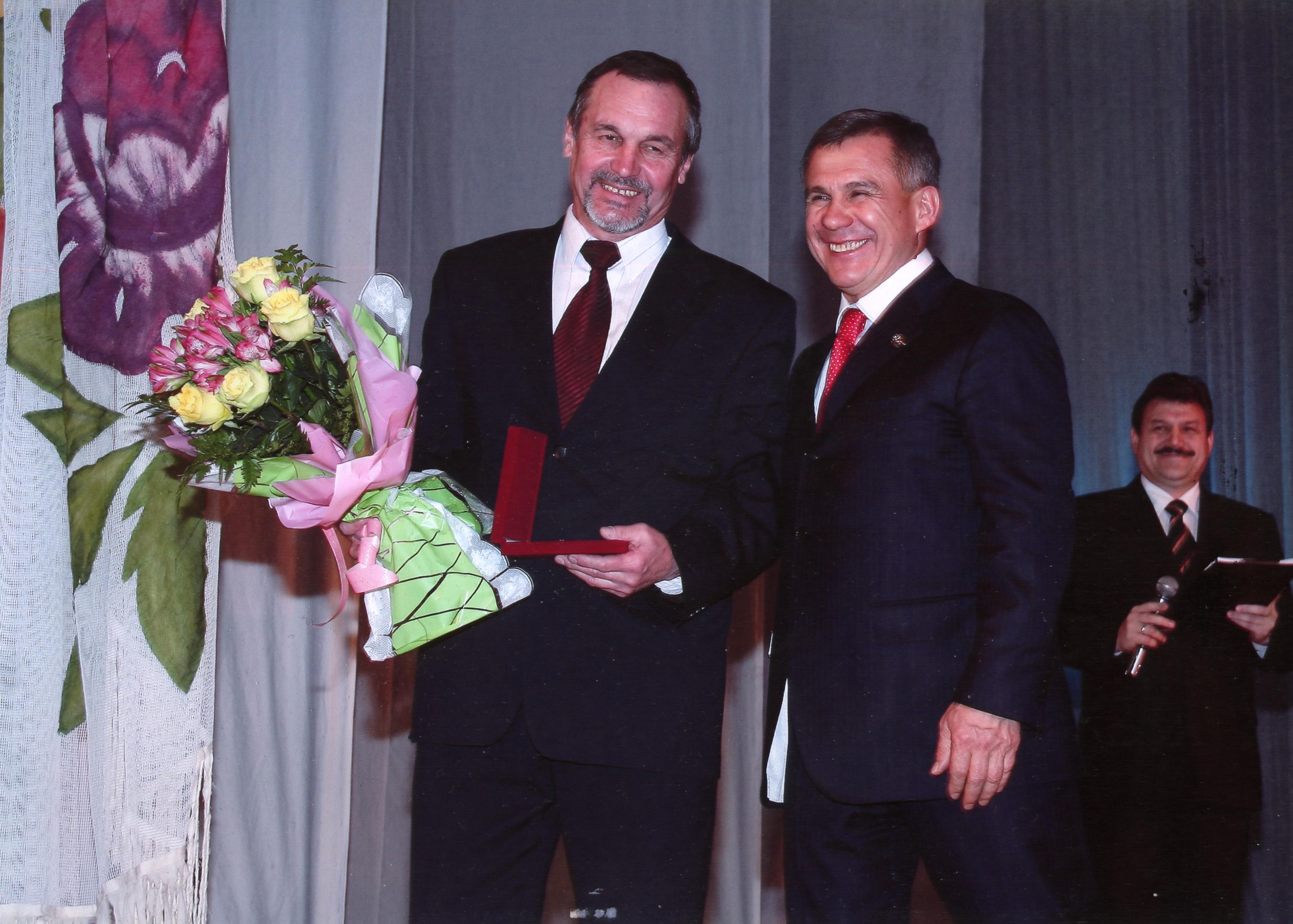
Президент Республики Татарстан Рустам Минниханов и Вакиль Шайхетдинов на присвоении звания Заслуженного деятеля искусств Республики Татарстан.

- Заслуженный деятель искусств Республики Татарстан.
- Диплом Российской Академии Художеств.
- Диплом Союза художников России.
- Медаль Творческого Союза художников России.
- Почётная грамота Министерства культуры Республики Башкортостан.
- Почётная грамота Министерства культуры Турции.
- Почётная грамота Союза художников России.
- Почётная грамота Министерства культуры республики Мордовия.
- Внесён в энциклопедии республик Башкортостан и Татарстан.
- Внесён в энциклопедию живописцев России (4 том)

## Галерея

Рождение Религии х.м. 150х140см.
Явление Пророку Мухаммаду на горе Нур 89х105см.
Жезл Мусы (Моисея), х.м. 110х120см.
Утренняя молитва, х.м. 130х100 см.
Мечеть Айши х.м. 110х120 см.
Светлой Памяти Матери посвящается х.м. 120х110 см.
Хозер х.м. 110х120 см.
Видение Мусе (Моисею). х.м. 120х110 см.
Портрет отца
Дудаил
Салават Юлаев. (Национальный герой Башкирского народа).
Янберде
Осень
Автопортрет. На своей земле.
Талгат Таджутдин
Ненаписанная картина
Кебен таш
Подсолнухи Вакиля
Туфан Миннуллин
Марджани (Просветитель, историк, богослов, философ)
Шульган-Таш
Березы
Портрет деда